# Calamus speciosissimus
Calamus speciosissimus är en enhjärtbladig växtart som beskrevs av Caetano Xavier Furtado. Calamus speciosissimus ingår i släktet Calamus och familjen Arecaceae. Inga underarter finns listade i Catalogue of Life.